# Mesocinetidae
Mesocinetidae (лат.) — семейство вымерших жуков из надсемейства сциртоидные (Scirtoidea). 10 видов. Верхняя юра (Шар-Тегская свита) и нижний мел. Обнаружены в ископаемых отложениях Азии: Юго-Западная и Западная Монголия (Гоби-Алтайский аймак, Мянгад, Ховдский аймак), Китай (Ляонин), а один вид (Mesocinetus ovatus Ponomarenko, 1986 найден в России (Ундурга, Читинская область, Забайкалье). Тело небольшого размера, покрыто равномерно разбросанной мелкой пунктировкой (на надкрыльях иногда видны продольные ряды точек), опушение тонкое, усики короткие, 1—4 тарсомеры цилиндрические, голова как правило подогнута книзу и с крупными глазами, метакатэпистернальный шов (параметакоксальная линия) отсутствует или иногда выражен, скошенные метакоксы сравнительно крупные, всегда смыкаются.

## Систематика
Mesocinetidae имеет признаки, общие с семействами трясинники (Scirtidae; также обладают слабо развитыми бедерными покрышками метакокс) и кувыркалки (Eucinetidae; как и у них имеют цилиндрические 1—4 тарсомеры и более менее отчетливые шипики на вершинах этих тарсомеров и на вершинах всех голеней). 5 родов и 10 видов, большая часть из которых была открыта и описана в 2010 году российскими энтомологами Александром Георгиевичем Кирейчуком (Зоологический институт РАН, Санкт-Петербург) и Александром Георгиевичем Пономаренко (Палеонтологический институт РАН, Москва, Россия).
- Manoelodes Kirejtshuk & Ponomarenko, 2010
  - Manoelodes gratiousus Kirejtshuk & Ponomarenko, 2010
- Manopsis Kirejtshuk & Ponomarenko, 2010
  - Manopsis concavicollis Kirejtshuk & Ponomarenko, 2010
- Mesocinetus Ponomarenko, 1986
  - Mesocinetus aequalis Kirejtshuk & Ponomarenko, 2010
  - Mesocinetus angustitarsis Kirejtshuk & Ponomarenko, 2010
  - Mesocinetus elumbis  Kirejtshuk & Ponomarenko, 2010
  - Mesocinetus mongolicus  Ponomarenko, 1986
  - Mesocinetus ovatus  Ponomarenko, 1986 
  - Mesocinetus subjectus Kirejtshuk & Ponomarenko, 2010
- Parashartegus Kirejtshuk & Ponomarenko, 2010
  - Parashartegus distinctus Kirejtshuk & Ponomarenko, 2010
- Shartegus Kirejtshuk & Ponomarenko, 2010
  - Shartegus transversus Kirejtshuk & Ponomarenko, 2010